# گمینا چارنا (شهرستان دنبیتسا)
گمینا چارنا (شهرستان دنبیتسا) (به لهستانی:  Gmina Czarna) یک گمینا در لهستان است که در شهرستان دنبیتسا واقع شده‌است. گمینا چارنا ۱۴۷ کیلومتر مربع مساحت و ۱۲٬۴۸۷ نفر جمعیت دارد.